# 紅磨坊 (音樂劇)
《红磨坊》（英語：Moulin Rouge! The Musical）是约翰·洛根創作的點唱機音樂劇，改編自巴茲·雷曼執導且與克雷格·皮尔斯共同編劇的2001年電影《情陷紅磨坊》。
音樂劇於2018年7月10日在波士顿殖民地劇院首演。《红磨坊》在艾爾·赫希菲爾德劇院展開百老匯演出，於2019年7月28日開始預演，並於7月25日正式進行首演。該劇在第74屆東尼獎入圍14項，並拿下10項，當中包括最佳音樂劇，為全場大贏家。

## 背景
2002至2003年間，有人猜測可能會在拉斯維加斯有改編《情陷紅磨坊》的舞台音樂劇，但此後幾年就消失在大眾視野中。有消息來源聲稱導演巴茲·雷曼於2006年已與電影主角妮可·基嫚和伊万·迈克格雷戈接洽來出演舞台版。
2016年，全球生物（Global Creatures）宣布將開發舞台音樂劇，艾利克斯·蒂姆伯斯負責導演。工作坊於2017年舉辦，由亞倫·特維特和凱倫·奧利沃主演。劇場實驗室從10月30日持續到12月15日。

## 劇情
《红磨坊》設定在20世紀初美好年代的法國巴黎蒙馬特，講述年輕作曲家克里斯欽（Christian）愛上红磨坊的卡巴萊歌舞明星莎婷（Satine）。音樂劇的配樂與電影相同，將原創歌曲和流行樂交織在一起，並「包括電影首映以來創作了17年的歌曲」。

### 第一幕
红磨坊歌舞俱樂部是「讓你所有夢想成真的地方」，在哈羅德·西德勒（Harold Zidler）的帶領下如火如荼地進行，他兩側的四個舞者是妮妮（Nini）、娃娃（Babydoll）、阿拉比亚（Arabia）和巧克力（La Chocolat）。克里斯欽與波希米亞同伴亨利·德·土魯斯-羅特列克和阿根廷同伴聖地亞哥（Santiago）前往红磨坊，同時也介紹了嗜錢如命的蒙羅斯公爵（〈Welcome to the Moulin Rouge〉）。西德勒就在介紹紅磨坊的「閃亮鑽石」時，克里斯欽打斷並開始講關於莎婷的「愛情」故事。
這部劇回溯到克里斯欽於1899年從俄亥俄州萊馬來到巴黎蒙馬特區，並遇到嘗試創作音樂劇的土魯斯-羅特列克和聖地亞哥。兩人欽佩克里斯欽的音樂和歌曲創作的天賦，並要求幫忙在红磨坊製作作品。三人歌頌波希米亞人對真理、美麗、自由和愛的理想（〈Truth, Beauty, Freedom, Love〉）。
回到红磨坊，西德勒介紹莎婷（〈The Sparkling Diamond〉）。莎婷在俱樂部表演後，西德勒準備帶她去見蒙羅斯公爵讓其留下好印象，這樣他就可能會投資紅磨坊來免受財務危機。然而，莎婷將克里斯欽認錯成公爵，而土魯斯-羅特列克和聖地亞哥負責分散西德勒的注意，讓他別關注莎婷和克里斯欽。莎婷一邊跳舞，一邊認為自己跟公爵聊天，隨後邀請克里斯欽到俱樂部外的「大象」化妝間（〈Shut Up and Raise Your Glass〉）。
娃娃、阿拉比亚和巧克力在後台向莎婷表達對红磨坊未來財務狀況感到擔憂。妮妮對未來感到憤世嫉俗，而莎婷則試圖維持眾人士氣。隨後，西德勒坦承俱樂部所處的困境，強調莎婷讓公爵留下好印象十分重要。莎婷向同事隱瞞自己日益惡化的結核病，決心在他們面前保持堅強（〈Firework〉）。
克里斯欽來到「大象」，希望用他的音樂才華來打動莎婷，而莎婷因為認為他是公爵而準備引誘他。克里斯欽的身分被揭發（〈Your Song〉），但公爵打斷了他們，克里斯欽和莎婷於是稱正在為新節目《波希米亞狂想曲》練台詞。在西德勒的幫助下，克里斯欽、莎婷、土魯斯-羅特列克和聖地亞哥向公爵竭力呈現了一齣即興秀，講述邪惡歹徒向天真無邪的少女求愛，但女孩早已愛上了貧窮的水手（〈So Exciting! (The Pitch Song)〉），而公爵決定支持這個節目。西德勒提醒莎婷要為了红磨坊讓公爵開心。她把克里斯欽趕出「大象」後公爵回來了，兩人度過了一晚（〈Sympathy for the Duke〉）。
土魯斯-羅特列克在蒙馬特向克里斯欽分享他幾年前就愛上還流落街頭的莎婷，她的靈魂使他深深被懾服，但多年來因出於不安而沒告訴她這份愛意。他敦促克里斯欽回到莎婷身邊，向她告白，並強調「你將學到最偉大的事情就是愛和被愛作為回報」（〈Nature Boy〉）。克里斯欽去見莎婷並說服他們倆應該在一起，一開始覺得荒謬的她最終還是愛上了他（〈Elephant Love Medley〉）。

### 第二幕
兩個月後，《波希米亞狂想曲》的排練進行中。克里斯欽和莎婷持續在幕後見面，而聖地亞哥愛上了妮妮（〈Backstage Romance〉）。隨著劇團的排練，土魯斯-羅特列克和具有掌控權的公爵開始產生摩擦。妮妮在後台警告莎婷需要小心與克里斯欽的關係，並得讓公爵開心，因為他曾向背叛他的女人潑硫酸。莎婷告訴克里斯欽他們的關係危機到演出和红磨坊，克里斯欽作為回應，寫了一首秘密情歌來公開兩人的愛情（〈Come What May〉）。
公爵在香榭丽舍大街住宅區告訴莎婷想要她的每個部分，包括她的心。雖然莎婷斷言「融入」不了他位於的巴黎上流社會，而公爵重塑她的形象來反對她的願望（〈Only Girl In A Material World〉）。回到排練，公爵持續涉入節目的創意，這讓土魯斯-羅特列克感到生氣。《波希米亞狂想曲》很明顯影射克里斯欽、莎婷和公爵，這導致克里斯欽爆發，而憤怒的公爵威脅要重新徹底考慮投資事項，而西德勒提醒莎婷她自己就能解決與公爵的兩難境地。莎婷的病情逐漸惡化，但警告同事不要分享生病的消息，因為想讓红磨坊振作起來並繼續進行節目。
土魯斯-羅特列克和聖地亞哥告訴克里斯欽需要忘掉莎婷，展開新的生活。聖地牙哥充滿沮喪地退縮，並過量飲用苦艾酒，甚至把莎婷想像成「綠精靈」（〈Chandelier〉）。克里斯欽表示嫉妒和厭惡莎婷跟公爵而不是跟他在一起，無視西德勒愛上妓女「沒有好結果」的警告（〈El Tango de Roxanne〉）。公爵在自己的城堡裏威脅莎婷不要再跟克里斯欽一起，如果她選擇了克里斯欽，就會殺了他。克里斯欽打斷兩人的對話、試圖拯救莎婷和唱著秘密歌曲。莎婷告訴克里斯欽她不愛他，因為她深知如果不這樣說，他就會被殺死，於是克里斯欽只好離開。
克里斯欽決定如果沒有莎婷的愛，他將用真實子彈上膛道具槍，在戲劇開演之夜自殺。與此同時，莎婷的病情急劇惡化，她和土魯斯-羅特列克起身對抗在表演開始前離開红磨坊的公爵（〈Crazy Rolling〉）。莎婷表演自己的部分時，克里斯欽進來並要求她正視他，接著舉槍對準自己。在他扣動扳機前，莎婷唱起秘密歌曲並透露她一直愛著他，這讓克里斯欽放棄自殺念頭。兩人最後一起唱歌來確認之間的愛，莎婷告訴克里斯欽要「講我們的故事」，隨後死在他的懷裏（〈Your Song (Reprise)〉）。幾年後，《波希米亞狂想曲》獲得成功，西德勒重新拿回红磨坊的控制權。克里斯欽斷言他和莎婷的故事會永久流傳（〈Come What May (Reprise)〉）。

## 製作

### 波士頓（2018年）
《红磨坊》原定於2018年6月27日在艾默生殖民地劇院預演，並預計2018年7月22日正式開演，8月5日結束有限演出。6月6日，波士頓製作宣布將增加16場演出，持續到8月19日。結果因艾默生殖民地劇院翻新工程延遲，而導致首演日期延遲到7月10日。該劇由索尼婭·塔依編舞、德里克·麥克萊恩佈景、凱瑟琳·祖柏設計服裝、賈斯汀·湯森（Justin Townsend）設計燈光和彼得‧海倫斯基設計聲響。

### 百老匯（2019年）
2018年11月19日，《红磨坊》宣布將在艾爾·赫希菲爾德劇院展開百老匯演出。百老匯預演於2019年6月28日開始，並於7月25日舉辦首演之夜。
由於2019冠状病毒病疫情，演出從2020年3月12日暫停，當時製作人表示其中一名演員有冠狀病毒症狀，亞倫·特維特和丹尼·伯恩斯坦在內至少四位演員都感染病毒。製作人在閉演時表示他們計劃於2020年4月13日重新開演，開放日期隨著百老匯的關閉而沒有定數，最後定在2021年中旬。製作正式於2021年9月24日重新開始。
2021年4月14日，奧利沃宣布就算節目重新開演也不會回歸，來以此抗議行業對製作人斯科特·魯丁（並非此劇的製作人）的指控保持沈默。奧利沃在Instagram視頻表示：「社會正義比成為閃亮鑽石更重要。」2021年8月2日，在魯曼原創電影飾演康康舞者的娜塔莉·门多萨取代奧利沃詮釋莎婷。

### 全國巡演（2020年）
2019年9月29日，製作人宣布音樂劇將於2020年12月在芝加哥詹姆斯·M·納德蘭德劇院舉行長達10週的特約演出，同年11月在新奥尔良薩格爾劇院開始專門排練，接著演員陣容以及日期和城市的完整列表將在稍後公布。製作人於2020年12月16日宣布巡演將於2022年3月在芝加哥尼德蘭劇院拉開帷幕，並於3月19日開演。

### 西區（2021年至今）
音樂劇於2022年1月20日在西區正式開演，並於2021年11月13日開始預演。作品在倫敦皮卡迪利劇院進行演出，但因為英國爆發2019冠状病毒病而從2021年3月推遲，演員陣容於2021年9月17日。2022年，作品入圍五項劳伦斯·奥利弗奖，包括最佳新音樂劇。

### 澳洲（2021年至今）

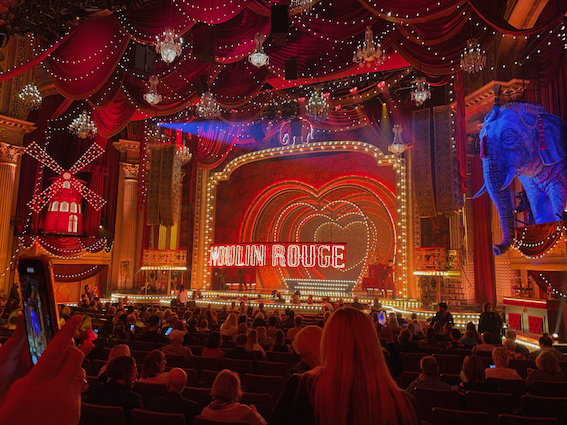
2022年4月的墨爾本攝政劇院舞台

2019年7月28日，全球生物的製作人卡門·帕夫洛維奇（Carmen Pavlovic）宣布音樂劇的全球首映將在她的祖國澳洲進行。該劇於2021年在墨爾本攝政劇院開演，開幕禮最初由維多利亞州州長丹尼爾·安德魯斯宣布。該劇於2022年5月移到悉尼，並由於2021-22年演出季的受歡迎程度和較早的封鎖截斷，將在2023年8月回到墨爾本。

## 角色與主要演員
| 角色            | 工作坊 （2017）                          | 波士頓 （2018）                          | 百老匯 （2019）                          | 墨爾本 （2021）                          | 西區 （2021）                          | 美國巡演 （2022）                   |
| --------------- | ---------------------------------------- | ---------------------------------------- | ---------------------------------------- | ---------------------------------------- | -------------------------------------- | ----------------------------------- |
| 克里斯欽        | 亞倫·特維特                              | 亞倫·特維特                              | 亞倫·特維特                              | 德斯·弗拉納根 （Des Flanagan）           | 傑米·博約 （Jamie Bogyo）              | 康納·瑞恩 （Conor Ryan）            |
| 莎婷            | 凱倫·奧利沃                              | 凱倫·奧利沃                              | 凱倫·奧利沃                              | 阿琳塔·奇澤 （Alinta Chidzey）           | 莉絲·拉方丹 （Liisi LaFontaine）       | 寇特妮·瑞德                         |
| 哈羅德·西德勒   | 埃里克·安德森                            | 丹尼·伯恩斯坦                            | 丹尼·伯恩斯坦                            | 西蒙·柏克                                | 克萊夫·卡特                            | 奧斯汀·杜蘭特 （Austin Durant）     |
| 蒙羅斯公爵      | 譚·木圖 （Tam Mutu）                     | 譚·木圖 （Tam Mutu）                     | 譚·木圖 （Tam Mutu）                     | 安德魯·庫克 （Andrew Cook）              | 西蒙·貝利 （Simon Bailey）             | 大衛·哈里斯                         |
| 土魯斯-羅特列克 | 沙哈爾·諾格傑                            | 沙哈爾·諾格傑                            | 沙哈爾·諾格傑                            | 提莫馬蒂克                               | 傑森·潘尼庫克                          | 安德烈·沃德 （Andre Ward）          |
| 聖地牙哥        | 喬爾·佩雷斯                              | 瑞奇·羅哈斯 （Ricky Rojas）              | 瑞奇·羅哈斯 （Ricky Rojas）              | 瑞恩·岡薩雷斯 （Ryan Gonzalez）          | 埃利亞·洛·陶羅 （Elia Lo Tauro）       | 加布·馬丁內斯 （Gabe Martinez）     |
| 妮妮            | 羅賓·許爾德                              | 羅賓·許爾德                              | 羅賓·許爾德                              | 薩曼莎·多德梅德 （Samantha Dodemaide）   | 蘇菲·卡門·瓊斯 （Sophie Carmen Jones） | 莉比·勞埃德 （Libby Lloyd）         |
| 巧克力          | 杰奎琳·B·阿諾德 （Jacqueline B. Arnold） | 杰奎琳·B·阿諾德 （Jacqueline B. Arnold） | 杰奎琳·B·阿諾德 （Jacqueline B. Arnold） | 魯瓦·恩溫亞 （Ruva Ngwenya）             | 蒂米卡·拉姆齊 （Timmika Ramsay）       | 哈珀·邁爾斯 （Harper Miles）        |
| 阿拉比亞        | 霍莉·詹姆斯 （Holly James）              | 霍莉·詹姆斯 （Holly James）              | 霍莉·詹姆斯 （Holly James）              | 奧利維亞·巴斯克斯 （Olivia Vasquez）     | 佐·貝爾克特                            | 妮基·克拉斯玻 （Nicci Claspell）    |
| 娃娃            | 傑格·馬德尤斯 （Jeigh Madjus）           | 傑格·馬德尤斯 （Jeigh Madjus）           | 傑格·馬德尤斯 （Jeigh Madjus）           | 克里斯·J·史卡佐 （Christopher J Scalzo） | 強尼·畢曉普 （Johnny Bishop）          | 安德烈斯·昆特羅 （Andres Quintero） |

### 替換演員

#### 百老匯
- 克里斯欽：德瑞克·克利納（英语：Derek Klena）
- 莎婷：娜塔莉·門多薩（英语：Natalie Mendoza）、阿什利·洛倫（Ashley Loren）
- 哈羅德·西德勒：埃里克·安德森（英语：Eric Anderson (actor)）
- 公爵：德克蘭·班尼特（英语：Declan Bennett）
- 妮妮：潔西卡·李·戈爾丁（英语：Jessica Lee Goldyn）
- 聖地牙哥：迦勒·馬歇爾-比利亞雷亞爾（Caleb Marshall-Villarreal）

## 曲目
2018年波士頓世界首映版本
| 第一幕 - 〈Welcome to the Moulin Rouge*†〉（Lady Marmalade†/So Fresh, So Clean/Rhythm of the Night/Because We Can (Fatboy Slim)） – 西德勒、妮妮、蒙羅斯、巧克力、阿拉比亞、娃娃、歌舞團 - 〈Bohemian Idea Part 1*〉（The Sound of Music†/I Don't Want To Wait/Every Breath You Take/Never Gonna Give You Up） – 克里斯欽 - 〈Bohemian Idea Part 2*〉（Royals/Children of the Revolution†/We Are Young） – 克里斯欽、土魯斯-羅特列克、聖地牙哥、歌舞團 - 〈Satine's Entrance*〉（Diamonds Are Forever/Diamonds Are a Girl's Best Friend†/Material Girl†/Single Ladies (Put a Ring on It)） – 莎婷、歌舞團 - 〈Dancing with the 'Duke'*〉（Shut Up And Dance/Raise Your Glass/I Wanna Dance with Somebody (Who Loves Me)） – 莎婷、克里斯欽、土魯斯-羅特列克、聖地牙哥、西德勒、歌舞團 - 〈Backstage at the Moulin Rouge*〉（Firework） – 莎婷 - 〈In the Elephant*†〉（Your Song） – 克里斯欽、莎婷 - 〈The Pitch*†〉 – 西德勒、土魯斯-羅特列克、克里斯欽、聖地牙哥、莎婷、蒙羅斯 - 〈Asking for Everything*〉（Sympathy For The Devil/You Can't Always Get What You Want/Gimme Shelter） – 蒙羅斯、莎婷 - 〈Toulouse's Story*†〉（Nature Boy） – 土魯斯-羅特列克、克里斯欽 - 〈In the Elephant: Elephant Love Medley*†〉（All You Need is Love†/Just One Night†/Pride (In the Name of Love)†/Can't Help Falling in Love With You/Don't Speak/I Love You Always Forever//It Ain't Me Babe/Love Hurts/Love is a Battlefield/Play the Game/Such Great Heights/Torn/Take On Me/Fidelity/What's Love Got to Do With It/Everlasting Love/Up Where We Belong†/Heroes†/Come What May†/I Will Always Love You） – 克里斯欽、莎婷、歌舞團 | 第二幕 - 〈Rehearsal*〉（Bad Romance/Tainted Love/Seven Nation Army/Toxic/Sweet Dreams (Are Made of This)） – 聖地牙哥、妮妮、歌舞團 - 〈Toulouse's Studio*†〉（Come What May） – 克里斯欽、莎婷 - 〈Monroth's Proposal*〉（Only Girl (In the World)/Diamonds Are a Girl's Best Friend†/Material Girl†） – 蒙羅斯、莎婷、歌舞團 - 〈Backstage at the Moulin Rouge*〉（Shake It Out） – 西德勒、莎婷、巧克力、阿拉比亞、娃娃、歌舞團 - 〈The Green Fairy*〉（Chandelier） – 克里斯欽、聖地牙哥、土魯斯-羅特列克、歌舞團 - 〈Streets of Paris*†〉（Roxanne） – 克里斯欽、西德勒、歌舞團 - 〈Streets of Paris Part 2*〉（Crazy/Rolling in the Deep） – 克里斯欽、莎婷 - 〈The Show (Your Song (Reprise)*〉 – 克里斯欽、莎婷、歌舞團 - 〈Finale (Come What May (Reprise)*〉 – 克里斯欽、歌舞團 - 〈Bows*〉（Lady Marmalade†/Hey Ya!/Minnie the Moocher/Bad Romance/What's Love Got to Do with It/Don't You Want Me/Crazy/Galop Infernal†/Shut Up And Dance)） – 歌舞團 |

† 囊括在2001年電影
* 歌名發行前的場景/主要情節
2019年百老匯版本
| 第一幕 - 〈Welcome to the Moulin Rouge!†〉（Lady Marmalade†/So Fresh, So Clean/Money (That's What I Want)/Let's Dance/Burning Down The House/Because We Can (Fatboy Slim)） – 西德勒、妮妮、巧克力、阿拉比亞、娃娃、蒙羅斯、克里斯欽、土魯斯-羅特列克、聖地牙哥、歌舞團 - 〈Bohemian Ideas〉〈The Sound of Music†/I Don't Want To Wait/Every Breath You Take/Never Gonna Give You Up〉 – 克里斯欽 - 〈Truth, Beauty, Freedom, Love〉（Royals/Children of the Revolution†/We Are Young） – 克里斯欽、土魯斯-羅特列克、聖地牙哥、歌舞團 - 〈The Sparkling Diamond〉（Diamonds Are Forever/Diamonds Are a Girl's Best Friend†/Material Girl†/Single Ladies (Put a Ring on It)/Diamonds） – 莎婷、歌舞團 - 〈Shut Up and Raise Your Glass〉（Shut Up And Dance/Raise Your Glass/I Wanna Dance with Somebody (Who Loves Me)） – 莎婷、克里斯欽、土魯斯-羅特列克、聖地牙哥、歌舞團 - 〈Firework〉 – 莎婷 - 〈Your Song†〉 – 克里斯欽、莎婷 - 〈So Exciting! (The Pitch Song)〉（Milord/La Vie en rose/Habanera (L'amour est un oiseau rebelle)/Galop Infernal†） – 西德勒、土魯斯-羅特列克、克里斯欽、聖地牙哥、莎婷、蒙羅斯 - 〈Sympathy For The Duke〉（Sympathy For The Devil/You Can't Always Get What You Want/Gimme Shelter） – 蒙羅斯、莎婷、歌舞團 - 〈Nature Boy†〉 – 土魯斯-羅特列克、克里斯欽 - 〈Elephant Love Medley†〉（All You Need is Love†/Just One Night†/Pride (In the Name of Love)†/Can't Help Falling In Love/Don't Speak/I Love You Always Forever/It Ain't Me Babe/Love Hurts/Love is a Battlefield/Play the Game/Such Great Heights/Torn/Take On Me/Fidelity/What's Love Got To Do with It/Everlasting Love/Up Where We Belong†/Heroes†/Your Song/I Will Always Love You） – 克里斯欽、莎婷、歌舞團 | 第二幕 - 〈Backstage Romance〉（Bad Romance/Tainted Love/Seven Nation Army/Toxic/Sweet Dreams (Are Made of This)） – 聖地牙哥、妮妮、歌舞團 - 〈Come What May†〉 – 克里斯欽、莎婷 - 〈Only Girl In A Material World〉（Only Girl (In the World)/Diamonds Are a Girl's Best Friend†/Material Girl†） – Monroth, Satine, and Company - 〈Chandelier〉 – 西德勒、克里斯欽、聖地牙哥、土魯斯-羅特列克、巧克力、阿拉比亞、娃娃、歌舞團 - 〈El Tango de Roxanne†〉Roxanne/Tanguera) – 克里斯欽、歌舞團 - 〈Crazy Rolling〉（Crazy/Rolling in the Deep） – 克里斯欽、莎婷、歌舞團 - 〈Your Song (Reprise)〉（Come What May/Your Song/Heroes） – 莎婷、克里斯欽、歌舞團 - 〈Come What May (Reprise)〉 – 克里斯欽、歌舞團 - 〈More More More!〉〈Lady Marmalade†/Hey Ya!/Because We Can (Fatboy Slim)/Minnie the Moocher/Bad Romance/What's Love Got to Do with It/Don't You Want Me/Crazy/Galop Infernal†〉 – 西德勒、歌舞團 |

† 囊括在2001年電影

### 卡司唱片
《红磨坊：百老匯首演卡司唱片》於2019年8月30日數位發行，10月25日釋出CD，並於12月13日發行黑膠。

#### 榜單成績
| 排行榜（2019年）      | 最高 排名 |
| --------------------- | --------- |
| 美国（《告示牌》200） | 115       |

## 專業評價
音樂劇的百老匯版本獲得褒貶不一的評價。
劇評人約翰·西蒙給出高度評價，並表示「如果你喜歡亮點，《红磨坊》完全適合你。這部音樂劇比改編的巴茲·魯曼電影還要更宏大，從頭到尾可以讓你驚奇不減（……）這是一場讓年輕人成熟，老人重獲年輕的節目」。《紐約時報》的班·布蘭特利評《红磨坊》為劇評人之選，並稱其「漫步雲端、自來瘋的作品」。
《每日电讯报》的黛安·斯奈德（Diane Snyder）稱讚佈景設計、編舞和服裝，寫道「《红磨坊》可能沒有一些百老匯偉大作品的深度……（但）很有趣、音調優美和具娛樂性，而這正是我們所需要的」。馬沙布爾的艾琳·斯特雷克（Erin Strecker）表示「這是點唱機音樂劇的最棒表現，將色彩、合唱、懷舊和大膽重新想像的緊湊爆發」。亞當·費爾德曼（Adam Feldman）評價偏向正面，他稱該劇為「奢華的百老匯警經典薈萃」，並評論其「看起來和感覺都很昂貴」。一些劇評人也稱讚了音樂劇對電影作出的變動。《今日美國》的帕特里克·瑞恩（Patrick Ryan）表示「使用最近流行的歌曲實際改進了原始作品，並有助充實角色動機和深化了核心的愛情」。《紐約觀察家報》的大衛·科特（David Cote）寫「洛根對原版劇本的調整精巧又必要」。
《滾石》的布列塔尼·斯潘諾斯（Brittany Spanos）給出褒貶不一的評價，批評這部音樂劇脫節，但稱讚其的高能部分。《百老匯新聞》（Broadway News）的查爾斯·伊舍伍德（Charles Isherwood）表示「這部劇最終呈現出充滿閃光、飛濺和五光十色的曲目，雖然不能完全掩蓋相當空洞又絕對蒼白的情感核心，但還蠻靈活的」。《衛報》的亞歷克西斯·索洛斯基（Alexis Soloski）覺得主演之間缺乏火花，但表示這部劇在「炫目和興奮」方面表現出色，並稱讚編舞、佈景、能量和服裝。

## 榮譽

### 2018年波士頓版本
| 年份 | 獎項   | 範疇             | 提名者                     | 結果 |
| ---- | ------ | ---------------- | -------------------------- | ---- |
| 2019 | IRNE獎 | 最佳新音樂劇     | 最佳新音樂劇               | 獲獎 |
| 2019 | IRNE獎 | 最佳音樂劇       | 最佳音樂劇                 | 獲獎 |
| 2019 | IRNE獎 | 最佳音樂劇男主角 | 亞倫·特維特                | 提名 |
| 2019 | IRNE獎 | 最佳音樂劇女主角 | 凱倫·奧利沃                | 提名 |
| 2019 | IRNE獎 | 最佳音樂劇男配角 | 丹尼·伯恩斯坦              | 獲獎 |
| 2019 | IRNE獎 | 最佳佈景設計     | 德里克·麥克萊恩            | 獲獎 |
| 2019 | IRNE獎 | 最佳服裝設計     | 凱瑟琳·祖柏                | 獲獎 |
| 2019 | IRNE獎 | 最佳燈光設計     | 賈斯汀·湯森                | 提名 |
| 2019 | IRNE獎 | 最佳音效設計     | 彼得‧海倫斯基              | 獲獎 |
| 2019 | IRNE獎 | 最佳音樂劇導演   | 艾利克斯·蒂姆伯斯          | 提名 |
| 2019 | IRNE獎 | 最佳編舞         | 索尼婭·塔依                | 提名 |
| 2019 | IRNE獎 | 最佳音樂導演     | 錢·麥卡錫（Cian McCarthy） | 獲獎 |

### 原創百老匯版本
| 年份 | 獎項         | 範疇                       | 提名者 | 結果   |
| ---- | ------------ | -------------------------- | --- | ------ |
| 2020 | 東尼獎       | 最佳音乐剧                 | 最佳音乐剧 | 獲獎   |
| 2020 | 東尼獎       | 最佳音樂劇劇本             | 约翰·洛根 | 提名   |
| 2020 | 東尼獎       | 最佳音乐剧男主角           | 亞倫·特維特 | 獲獎   |
| 2020 | 東尼獎       | 最佳音乐剧女主角           | 凱倫·奧利沃 | 提名   |
| 2020 | 東尼獎       | 最佳音乐剧男配角           | 丹尼·伯恩斯坦 | 獲獎   |
| 2020 | 東尼獎       | 最佳音乐剧男配角           | 沙哈爾·諾格傑 | 提名   |
| 2020 | 東尼獎       | 最佳音乐剧女配角           | 羅賓·許爾德 | 提名   |
| 2020 | 東尼獎       | 最佳音乐剧导演             | 艾利克斯·蒂姆伯斯 | 獲獎   |
| 2020 | 東尼獎       | 最佳編舞                   | 索尼婭·塔依 | 獲獎   |
| 2020 | 東尼獎       | 最佳配樂                   | 賈斯汀·萊文（Justin Levine）、麥特·史坦恩（Matt Stine）、凱特·克雷塞克（Katie Kresek）、查利·羅森（Charlie Rosen）    | 獲獎   |
| 2020 | 東尼獎       | 最佳音樂劇場景設計         | 德里克·麥克萊恩 | 獲獎   |
| 2020 | 東尼獎       | 最佳音樂劇服裝設計         | 凱瑟琳·祖柏 | 獲獎   |
| 2020 | 東尼獎       | 最佳音樂劇燈光設計         | 賈斯汀·湯森 | 獲獎   |
| 2020 | 東尼獎       | 最佳音樂劇音效設計         | 彼得‧海倫斯基 | 獲獎   |
| 2020 | 戏剧桌奖     | 最佳編舞                   | 索尼婭·塔依 | 獲獎   |
| 2020 | 戏剧桌奖     | 最佳音樂劇場景設計         | 德里克·麥克萊恩 | 獲獎   |
| 2020 | 戏剧桌奖     | 最佳音樂劇服裝設計         | 凱瑟琳·祖柏 | 獲獎   |
| 2020 | 戏剧桌奖     | 最佳音樂劇燈光設計         | 賈斯汀·湯森 | 獲獎   |
| 2020 | 戏剧桌奖     | 最佳音樂劇音效設計         | 彼得‧海倫斯基 | 獲獎   |
| 2020 | 戲劇聯盟獎   | 最佳百老匯或外百老匯音樂劇 | 最佳百老匯或外百老匯音樂劇                                                                                            | 獲獎   |
| 2020 | 戲劇聯盟獎   | 傑出表演                   | 丹尼·伯恩斯坦 | 獲獎   |
| 2020 | 戲劇聯盟獎   | 傑出表演                   | 凱倫·奧利沃 | 提名   |
| 2020 | 外圈劇評人獎 | 傑出新百老匯音樂劇         | 傑出新百老匯音樂劇 | 榮譽獎 |
| 2020 | 外圈劇評人獎 | 傑出音樂劇男主角           | 亞倫·特維特 | 榮譽獎 |
| 2020 | 外圈劇評人獎 | 傑出音樂劇女主角           | 凱倫·奧利沃 | 榮譽獎 |
| 2020 | 外圈劇評人獎 | 傑出音樂劇男配角           | 丹尼·伯恩斯坦 | 榮譽獎 |
| 2020 | 外圈劇評人獎 | 傑出戲劇或音樂劇場景設計   | 德里克·麥克萊恩 | 榮譽獎 |
| 2020 | 外圈劇評人獎 | 傑出戲劇或音樂劇服裝設計   | 凱瑟琳·祖柏 | 榮譽獎 |
| 2020 | 外圈劇評人獎 | 傑出戲劇或音樂劇燈光設計   | 賈斯汀·湯森 | 榮譽獎 |
| 2020 | 外圈劇評人獎 | 傑出戲劇或音樂劇音效設計   | 彼得‧海倫斯基 | 榮譽獎 |
| 2020 | 外圈劇評人獎 | 傑出音樂劇導演             | 亞歷克斯·廷伯斯 | 榮譽獎 |
| 2020 | 外圈劇評人獎 | 傑出編舞家                 | 索尼婭·塔依 | 榮譽獎 |
| 2020 | 外圈劇評人獎 | 傑出配樂                   | 賈斯汀·萊文、麥特·史坦恩、凱特·克雷塞克、查利·羅森                                                                    | 榮譽獎 |
| 2020 | 葛萊美獎     | 最佳音樂劇專輯             | 丹尼·伯恩斯坦、賈斯汀·萊文、巴茲·雷曼、譚·木圖、沙哈爾·諾格傑、凱倫·奧利沃、麥特·史坦恩、亞歷克斯·廷伯斯、亞倫·特維特 | 提名   |

### 原創西區版本
| 年份 | 獎項            | 範疇             | 提名者          | 結果 |
| ---- | --------------- | ---------------- | --------------- | ---- |
| 2022 | 劳伦斯·奥利弗奖 | 最佳新音樂劇     | 最佳新音樂劇    | 提名 |
| 2022 | 劳伦斯·奥利弗奖 | 最佳音樂劇男配角 | 克萊夫·卡特     | 提名 |
| 2022 | 劳伦斯·奥利弗奖 | 最佳劇院編舞家   | 索尼婭·塔依     | 提名 |
| 2022 | 劳伦斯·奥利弗奖 | 最佳佈景設計     | 德里克·麥克萊恩 | 提名 |
| 2022 | 劳伦斯·奥利弗奖 | 最佳服裝設計     | 凱瑟琳·祖柏     | 獲獎 |

## 外部連結
- 《红磨坊》官方網站 （页面存档备份，存于）
- 互聯網百老匯資料庫的《红磨坊》 （页面存档备份，存于）
- Broadway.com的《红磨坊》 （页面存档备份，存于）
- Playbill的《红磨坊》 （页面存档备份，存于）